# .cm
.cm este un domeniu de internet de nivel superior, pentru Camerun (ccTLD).